# تیسالوتس
تیسالوتس (به مجاری:  Tiszalúc) یک منطقهٔ مسکونی در مجارستان است که در ناحیه سرنچ واقع شده‌است.